# Сапковский, Анджей
А́нджей Сапко́вский (пол. Andrzej Sapkowski, род. 21 июня 1948 года, Лодзь, Польская Народная Республика) — польский писатель-фантаст и публицист, автор популярной фэнтези-саги «Ведьмак». Произведения Сапковского изданы на польском, чешском, русском, немецком, испанском, финском, литовском, французском, английском, португальском, болгарском, белорусском, итальянском, шведском, сербском, украинском и китайском языках. По заявлениям издателей, Сапковский входит в пятёрку самых издаваемых авторов Польши. Сам же писатель, как правило, не распространяется о тиражах своих книг.

## Биография
Окончил Лодзинский университет, факультет внешней торговли. С 1972 по 1994 год работал в торговле.
Анджей Сапковский был страстным любителем литературы жанра фэнтези, в частности, ему нравились «Хроники Амбера» Роджера Желязны. Сын Анджея, Кшиштоф, рассказал ему о конкурсе, который проводил польский литературный журнал Nova fantastyka, и предложил своему отцу написать для него рассказ. В итоге Сапковский заключил с сыном пари, что его рассказ получит премию. Автор счёл, что история по стандартным фэнтезийным лекалам не впечатлит читателей, поэтому он решил пойти другим путём: переосмыслить сказочный сюжет, сделав его более приближенным к реализму. Неудовлетворённый «нереалистичными» обычными сказочными сюжетами про простолюдина, убивающего монстров, Сапковский решил, что чудовищ должен убивать не обычный человек, а специально обученный профессионал. Таким образом в 1986 году и был придуман образ ведьмака — Геральта из Ривии, мастера меча и волшебных знаков, который за деньги убивает монстров и разнообразных мифических созданий, и написан рассказ «Ведьмак» (пол. Wiedźmin), переосмысливающий сюжеты таких произведений, как «Спящая красавица» и «Вий» Гоголя, а также польская народная сказка «Королевна-упырь».
По воспоминаниям Сапковского, в Польше того времени не воспринимали всерьёз фэнтезийный жанр литературы, считая его рассчитанным на «тупых детишек», поэтому, как предположил автор, жюри журнала Nova Fantastyka, хотя и оценила качество рассказа «Ведьмак», дала ему только третье место исключительно по этой причине. Читатели, однако, восприняли рассказ намного лучше и сразу же начали просить продолжение, чего сам Сапковский никоим образом не ожидал. Рассказ также взял премию общепольского конвента.
Вновь взяться за перо Сапковского побудил приехавший к нему в гости редактор «Nova fantastyka» Рафал Земкевич. Сапковский написал ещё несколько рассказов, которые впоследствии были опубликованы под одной обложкой в сборнике «Последнее желание» (пол. Ostatnie życzenie). Книга имела успех, и Сапковский, оставив потерявшую актуальность после смены политического режима работу специалиста по внешней торговле, взялся за написание новых работ.
В 1992 году Сапковский издал новую книгу о ведьмаке — «Меч Предназначения» (пол. Miecz przeznaczenia), куда вошли ещё 6 рассказов (все рассказы переведены на русский язык, их можно найти как в однотомном издании «Ведьмак», так и в отдельных изданиях «Последнее желание» и «Меч предназначения»). В 1993 году была переиздана книга «Последнее желание».
В 1994 году начал пятитомную сагу о «Ведьмаке и Ведьмачке»: 1994 год — «Кровь эльфов» (пол. Krew elfów), 1995 год — «Час Презрения» (пол. Czas pogardy), 1996 год — «Крещение огнём» (пол. Chrzest ognia), 1997 год — «Башня Ласточки» (пол. Wieża Jaskółki), 1999 год — «Владычица Озера» (пол. Pani Jeziora).
Приключения Ведьмака также были изданы в виде комиксов, оформленных рисунками Богуслава Польха и с текстом Матея Паровского.
В 1995 году вышел «Мир короля Артура» — эссе — в котором автор попытался разобраться в причинах популярности легенд о короле Артуре среди современных читателей и о влиянии этих легенд на творчество некоторых авторов XX столетия. Книга включает также новеллу «Maladie» — собственную вариацию по мотивам легенды о Тристане и Изольде. На русском языке эссе было издано в сборнике статей «Нет золота в Серых Горах», а новелла «Maladie» — в сборнике рассказов «Дорога без возврата».
Сапковский — автор сюжета книги-игры «Око Иррдеса» (пол. Oko Yrrhedesa, ISBN 83-86572-16-7), очень популярной в Польше. За исключением первого сборника рассказов о Ведьмаке, Сапковский постоянно сотрудничает с издательством «superNOWA». В 1998 году писатель был удостоен премии «Passport», присуждаемой еженедельником «Polityka» за заслуги перед польской культурой.
Среди заслуг автора также масса критических статей про фэнтези и для тех, кто ею увлекается, таких как «Пособие для начинающих писателей фэнтези», «Пируг, или Нет золота в Серых Горах» (статья о современных проблемах фэнтези как литературного жанра), «Меч, магия, экран» (про экранизации) и многих других.
В 2000 году вышел большой труд по мифологическим существам — «Rękopis znaleziony w Smoczej Jaskini» — «Бестиарий», в котором с присущим автору юмором раскрывается мир существ, населяющих наш мир, и миры писателей фэнтези.
Помимо этого, Сапковский является автором множества небольших рассказов («Случай в Мисчиф-Крик», «Музыканты», «В воронке от бомбы» и др.). В 2006 году автор закончил работу над своей второй сагой — «Сагой о Рейневане» («Narrenturm» («Башня шутов»), «Boży bojownicy» («Божьи воины»), «Lux Perpetua» («Свет вечный»)), в которой речь идёт о средневековой Европе и Гуситских воинах.
Регулярно принимает участие в Евроконах: в 2002 году — в чешском Четеборе, в 2004 году — в болгарском Пловдиве, в 2008 году — в Москве. В 2006 году c 13 по 16 апреля принимал участие в европейском конгрессе научной фантастики Еврокон в Киеве.
5 января 2009 года была презентована книга «Змея», действия которой происходят во время войны в Афганистане, а главный герой — советский солдат.
Хотя до этого писатель утверждал, что в саге о Ведьмаке всё «учтено и завершено», и не имеет смысла писать спиноффы и продолжения, 27 сентября 2010 года Сапковский сообщил, что вернулся к работе над книгами во вселенной «Ведьмака». Новый роман из этой серии — «Сезон гроз» от издательства «SuperNowa» — вышел в 2013 году.
— А кто из писателей повлиял на вас? Я имею в виду не только фантастов…
— Я обожаю читать и читаю всё. Из авторов так называемого мейнстрима назвал бы польских исторических романистов Сенкевича, Голубева и Бунша. А еще — Хемингуэя, Чандлера, Булгакова и Умберто Эко. Из авторов научной фантастики... На первом месте Станислав Лем, затем Дик, Вэнс, Силверберг. Из авторов фэнтези нравятся Толкин, Ле Гуин, Эддингс, Желязны, опять-таки Джек Вэнс.
В июле 2016 года награждён Всемирной премией фэнтези за жизненные достижения.
2 октября 2018 года официальные представители Сапковского потребовали от студии СD Projekt RED, создавшей серию игр про Ведьмака, выплаты 6 % авторских вознаграждений, иначе дело будет передано в суд. Изначально писатель отказался от процента с прибыли и в 2002 году продал студии права на свои произведения за 35 тыс. злотых (примерно 9500 долларов США). В интервью 2005 года писатель говорил, что в ответ на предложение создать игру по «Ведьмаку» «продал права и не вмешивался вообще в то, что они с этим делать будут», оставив дело «в руках специалистов». В 2019 году стороны уладили претензии в досудебном порядке (сумма компенсации автору не разглашается), а в декабре 2019 года CD Projekt RED заключила с Сапковским новую сделку, по которой студия получила права на издание новых видеоигр, настольных игр, графических новелл и другой сопутствующей продукции по миру «Ведьмака». Возможно, деньги писателю понадобились на лечение сына Кшиштофа (1972—2019).
В августе 2023 года Сапковский сообщил, что работает над новой книгой по вселенной «Ведьмака», которую он планирует завершить в 2024 году.

## Творческий метод
В интервью 2005 года Сапковский говорил, что к писательской работе относится серьёзно, и начинает её рано утром, в том числе по выходным и праздникам. Пишет по заранее обдуманному плану, включающему судьбы персонажей. При необходимости обращается к справочной литературе, но никогда к живым людям: первым читателем книги уже в готовом виде становится её редактор.

## Личная жизнь
Владеет несколькими иностранными языками.
Занимался популяризацией настольных ролевых игр, таких как Dungeons & Dragons и Warhammer, но прекратил, когда «в такие игры в Польше стали играть все». Нейтрально относится к ролевым играм живого действия («пусть бегают»). К компьютерным играм имеет исключительно теоретический интерес: в интервью «Миру фантастики» в 2005 году сказал, что никогда не играл и не собирается, но не потому что брезгует играми или имеет что-то против них, а потому что имеет развлечения получше.
Увлекается ловлей рыбы на искусственную «мушку», утверждая, что это «самый трудный метод». Также занимается кулинарией, утверждая, что может приготовить любые блюда: «Слона подавай, мышь подавай — всё сделаю! Только для слона подставка должна быть повыше, чтобы кожу содрать с сукина сына».
В интервью в 2005 году сказал, что главной его вредной привычкой является то, что он врёт.

### Ведьмак
- «Последнее желание» («Ostatnie życzenie», 1990), сборник рассказов
- «Меч Предназначения» («Miecz przeznaczenia», 1992), сборник рассказов
- «Кровь эльфов» («Krew elfów», 1994)
- «Час Презрения» («Czas pogardy», 1996)
- «Крещение огнём» («Chrzest ognia», 1996)
- «Башня Ласточки» («Wieża Jaskółki», 1997)
- «Владычица Озера» («Pani Jeziora», 1998 год)
- «Сезон гроз» («Sezon burz», 2013)
- «Перекрёсток воронов» (пол. Rozdroże Kruków, 2024)

Также отдельно написаны рассказы «Дорога без возврата» (пол. Droga, z której się nie wraca) (1988) и «Что-то кончается, что-то начинается» (пол. Coś się kończy, coś się zaczyna) (1992). «Дорога без возврата» рассказывает историю знакомства родителей Геральта, тем не менее Сапковский не признаёт, что Корин — отец Геральта. Также он отрицает, что «Что-то кончается, что-то начинается» представляет собой неканоничный вариант концовки цикла о ведьмаке: Сапковский утверждал, что написал рассказ по просьбе фанатов для конвента, о чём пожалел, и что к циклу о Геральте «рассказ не имеет ни малейшего отношения».

### Сага о Рейневане
- «Башня шутов» («Narrenturm», 2002 год)
- «Божьи воины» («Boży bojownicy», 2004 год)
- «Свет вечный»[21] («Lux perpetua», 2006 год)

### Самостоятельные произведения
- Музыканты (рассказ) («Muzykanci», 1989 год)
- Тандарадай! (рассказ) («Tandaradei!», 1990 год)
- В воронке от бомбы (рассказ) («W leju po bombie», 1992 год)
- Боевая пыль (рассказ) («Battle dust», 1994 год)
- Maladie (рассказ) («Maladie», 1995 год)
- Золотой полдень (рассказ) («Zlote popoludnie», 1997 год)
- Случай в Мисчиф-Крик (рассказ) («Zdarzenie w Mischief Creek», 1999 год)
- Испанский крест (рассказ) («Spanienkreuz», 2007 год)
- Змея (роман) («Żmija», 2009 год)

## Компьютерные игры
В сентябре 2003 года компания «CD Projekt RED» начала работу над компьютерной ролевой игрой под названием «Ведьмак». Игра была выпущена 24 октября 2007 года. В 2011 году было выпущено продолжение — «Ведьмак 2: Убийцы королей». В мае 2015 вышел триквел — «Ведьмак 3: Дикая Охота». 
В марте 2022 года было анонсировано продолжение.

## Экранизации
В 2001 году польской телестудией Heritage Films был снят 13-серийный телесериал «Ведьмак» (пол. Wiedźmin) по мотивам повестей о Геральте «Меч Предназначения» и «Последнее желание» (режиссёр Марек Бродский, в роли Геральта — Михал Жебровский). На основе сериала также был создан 130-минутный телефильм.
В 2009 году по мотивам саги о ведьмаке симфо-рок группой ESSE (г. Ростов-на-Дону) написана и поставлена на сцене рок-опера «Дорога без возврата», а также снят и опубликован одноимённый фильм-мюзикл.
В мае 2017 года сервис потокового вещания Netflix, совместно с компаниями Platige Image и Sean Daniel Company анонсировали сериал по мотивам саги «Ведьмак». Многосерийным фильмом займётся продюсер Томаш Багиньский (номинант на Оскар за короткометражный мультфильм «Собор» и автор вступительных роликов к играм «Ведьмак» и «Ведьмак 2: Убийцы королей»), шоураннером стала продюсер и сценарист Лорен Шмидт Хиссрик, а режиссёрами первого сезона стали Алик Сахаров, Алекс Гарсия Лопес, Шарлотта Брэндстрём и Марк Джобст. Несмотря на то, что Сапковский фигурирует в титрах как творческий консультант, а Хиссрик выкладывала в соцсетях совместные фотографии с писателем, сам писатель всячески открестился от своего участия в проекте: «Моё личное мнение состоит в том, что я ничего не знаю о производстве сериала и ничего не хочу об этом знать», — заявил Сапковский во время интервью. Премьера сериала состоялась 20 декабря 2019 года. Заявлено, что сериал будет полностью передавать атмосферу оригинальных книг, а по качеству сравнится с «Игрой престолов», «Викингами» и «Фарго».
В декабре 2019 года вышел польский художественный фильм «На полвека поэзии позже (польск. Pół Wieku Poezji Później)», действие которого происходит во вселенной «Ведьмака». Фильм создавался на некоммерческой основе. В работе принимали участие профессиональные кинематографисты и ролевики.